# Dharampur
Dharampur är en ort i Indien.   Den ligger i distriktet Valsād och delstaten Gujarat, i den västra delen av landet, 1 000 km söder om huvudstaden New Delhi. Dharampur ligger 76 meter över havet och antalet invånare är 21 207.
Terrängen runt Dharampur är huvudsakligen platt, men åt sydost är den kuperad. Runt Dharampur är det ganska tätbefolkat, med 230 invånare per kvadratkilometer. Det finns inga andra samhällen i närheten. Trakten runt Dharampur består till största delen av jordbruksmark.